# Phragmeriella ireninae
Phragmeriella ireninae är en svampart som beskrevs av Hansf. 1946. Phragmeriella ireninae ingår i släktet Phragmeriella och familjen Pseudoperisporiaceae.   Inga underarter finns listade i Catalogue of Life.